# ناحية سراقب
ناحية سراقب إحدى نواحي سوريا تتبع إداريّاً لمحافظة إدلب منطقة إدلب ومركزها بلدة سراقب، بلغ تعداد سكان الناحية  88,076 نسمة حسب التعداد السكاني لعام 2004.

## بلدات وقرى ناحية سراقب
أبو الخوص، آفس، آجز، انقراتي، بجفاص، بويطي، داديخ، جوباس، كفر بطيخ، كفر عميم، خان السبل، خوارى، لوف، معردبسي، محاريم، مرديخ، الرصافة، ريان، سلامين، سان، سراقب، الشيخ إدريس، تل كراتين، ترنبة.